# Klosterfriedhof Marienwerder

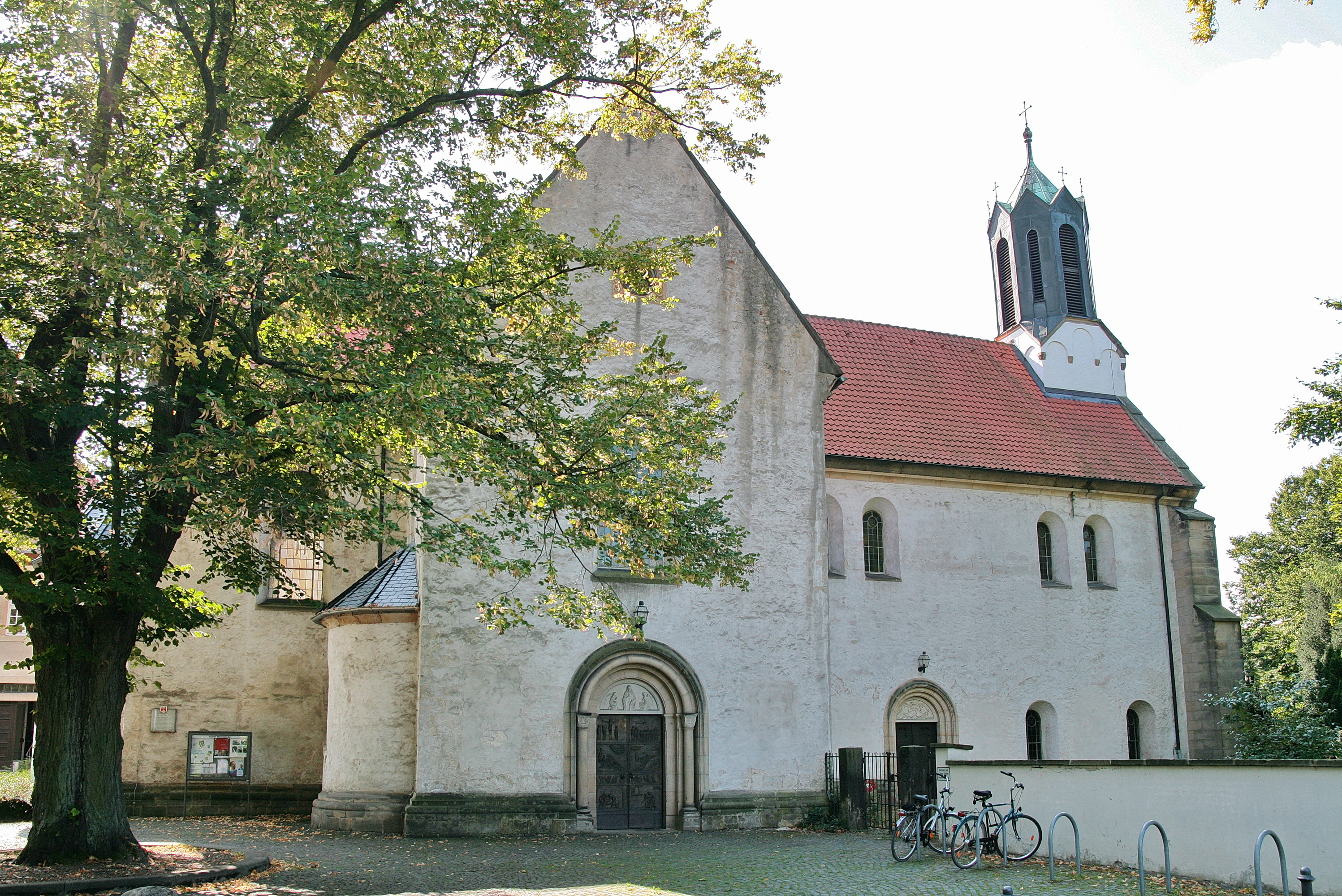
Friedhofsmauer und Durchgang zum Klosterfriedhof neben der Klosterkirche Marienwerder

Der Klosterfriedhof Marienwerder  in Hannover ist Friedhof und Gartendenkmal. Er grenzt an die Klosterkirche Marienwerder
und wird seit dem 13. Jahrhundert für Bestattungen genutzt. Die  Fläche von rund 0,3 Hektar steht mit ihrer Ummauerung unter Denkmalschutz.
Die angrenzende Straße von der Klosterkirche in die (um 1965 erbaute) ebenfalls denkmalgeschützte Gartenhofsiedlung heißt seit 1964 nach einem nahegelegenen Waldstück Quantelholz. Ob sich dieser Name von Quandel ableitet, ist unklar.